# 국채보상로

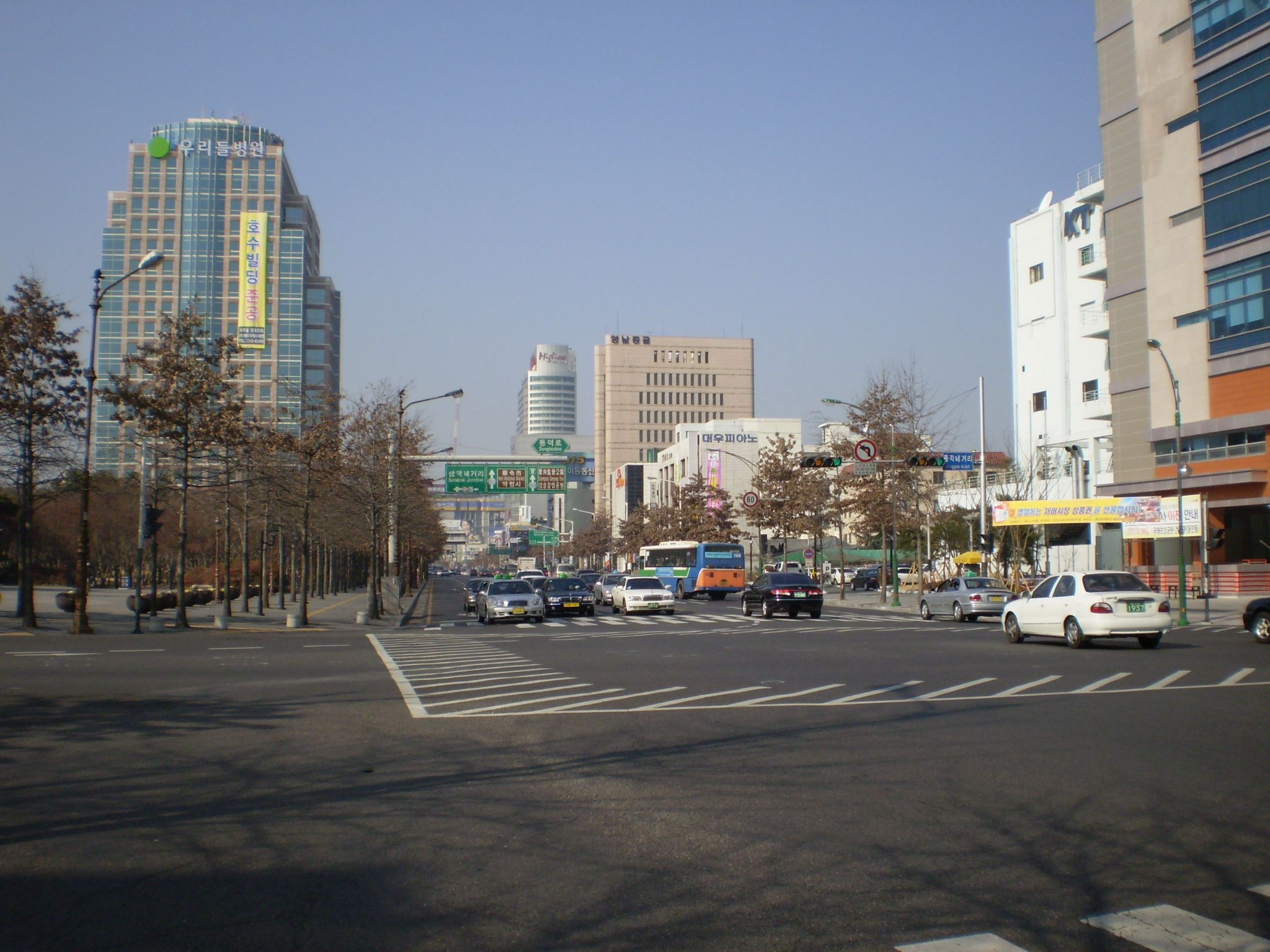
대구 중구 국채보상로 종각네거리.
도로 왼편이 국채보상운동기념공원이다.

국채보상로(國債報償路)는 대구광역시 서구 이현동 새방지하차도와 수성구 만촌동 제2작전사령부까지 잇는 대구광역시의 도로이다. 과거 서신로(서대구공단네거리 ~ 중앙네거리), 동신로(중앙네거리 ~ 무열대삼거리)로 각각 나뉘어 있었다가, 도로명 주소 사업을 통하여 2004년 국채보상로로 통합되었다. 더 이전에는 한일극장 앞 도로라 하여 한일로라고 칭하였다.

## 주요 경유지
대구광역시
- 서구 (중리동 · 이현동 · 평리동 · 비산동 · 내당2,3동) - 중구 (대신동 · 시장북로 · 동산동 · 서문로2가 · 계산동1가 · 서성로2가 · 하서동 · 수동 · 상서동 · 종로1가 · 포정동 · 전동 · 남일동 · 포정동 · 사일동 · 동성로2가 · 문화동 · 공평동 · 동인동2가 · 동인동4가) - 동구 신천동 - 수성구 (범어동 · 만촌동)

## 노선
시내권에서 교통량이 평일 출퇴근 사이에 정체 구간의 경우도 있다.
| 이름                      | 접속 노선                               | 소재지        | 소재지        | 비고                       |
| 새방로와 직결             | 새방로와 직결                           | 새방로와 직결 | 새방로와 직결 | 새방로와 직결              |
| ------------------------- | --------------------------------------- | ------------- | ------------- | -------------------------- |
| 서대구공단네거리          | 대구광역시도 제31호선 (와룡로)          | 대구광역시    | 서구          | 대구광역시도 제50호선 구간 |
| 중리네거리                | 대구광역시도 제37호선 (당산로)          | 대구광역시    | 서구          | 대구광역시도 제50호선 구간 |
| 신평리네거리              | 국도 제25호선 (서대구로)                | 대구광역시    | 서구          | 대구광역시도 제50호선 구간 |
| 서부경찰서 교차로         | 국채보상로50길                          | 대구광역시    | 서구          | 대구광역시도 제50호선 구간 |
| 대구서구청                |                                         | 대구광역시    | 서구          | 대구광역시도 제50호선 구간 |
| 서대구전화국 교차로       | 통학로                                  | 대구광역시    | 서구          | 대구광역시도 제50호선 구간 |
| 비산네거리                | 대구광역시도 제51호선 (달서로)          | 대구광역시    | 서구          | 대구광역시도 제50호선 구간 |
| 큰장네거리                | 달성공원로 큰장로                       | 대구광역시    | 서구          | 대구광역시도 제50호선 구간 |
| 큰장네거리                | 달성공원로 큰장로                       | 대구광역시    | 중구          | 대구광역시도 제50호선 구간 |
| 동산네거리                | 대구광역시도 제57호선 (달성로)          | 대구광역시    |               | 대구광역시도 제50호선 구간 |
| 서성네거리                | 대구광역시도 제59호선 (서성로)          | 대구광역시    |               | 대구광역시도 제50호선 구간 |
| 만경관                    | 종로                                    | 대구광역시    |               | 대구광역시도 제50호선 구간 |
| 중앙네거리 (중앙로역)     | 대구광역시도 제61호선 (중앙대로)        | 대구광역시    |               | 대구광역시도 제50호선 구간 |
| 공평네거리                | 대구광역시도 제63호선 (공평로)          | 대구광역시    |               | 대구광역시도 제50호선 구간 |
| 종각네거리                | 대구광역시도 제67호선 (동덕로)          | 대구광역시    |               | 대구광역시도 제50호선 구간 |
| 경북대학교 의과대학       |                                         | 대구광역시    |               | 대구광역시도 제50호선 구간 |
| 동신교지하차도            | 대구광역시도 제11호선 (신천대로)        | 대구광역시    |               | 대구광역시도 제50호선 구간 |
| 동신교                    |                                         | 대구광역시    |               | 대구광역시도 제50호선 구간 |
| 북:동구 남:수성구         |                                         | 대구광역시    |               | 대구광역시도 제50호선 구간 |
| 동신교 교차로             | 대구광역시도 제13호선 (신천동로)        | 대구광역시    |               | 대구광역시도 제50호선 구간 |
| 청구네거리                | 대구광역시도 제71호선 (들안로) (송라로) | 대구광역시    |               | 대구광역시도 제50호선 구간 |
| 청구삼거리                | 장등로                                  | 대구광역시    |               | 대구광역시도 제50호선 구간 |
| 옛MBC네거리               | 대구광역시도 제77호선 (동대구로)        | 대구광역시    |               | 대구광역시도 제50호선 구간 |
| SK텔레콤 신천사옥         | 대구광역시도 제50호선 (화랑로)          | 대구광역시    |               | 대구광역시도 제50호선 구간 |
| (이름 없음)               | 범어로                                  | 대구광역시    | 수성구        | 대구광역시도 제52호선 구간 |
| 대구광역시 차량등록사업소 | 대구광역시도 제79호선 (동원로)          | 대구광역시    | 수성구        | 대구광역시도 제52호선 구간 |
| 청구시장                  | 만촌로                                  | 대구광역시    | 수성구        | 대구광역시도 제52호선 구간 |
| 무열대삼거리              | 국도 제25호선 (무열로)                  | 대구광역시    | 수성구        | 대구광역시도 제52호선 구간 |

## 주요 건물 및 시설
- 신도운수 (대구광역시 서구 국채보상로 35)
- 이현지구대 (대구광역시 서구 국채보상로 117)
- 이현119안전센터 (대구광역시 서구 국채보상로 119)
- 대구중리초등학교 (대구광역시 서구 국채보상로 135)
- 한국업사이클센터 (대구광역시 서구 국채보상로 243)
- 대구서부경찰서 (대구광역시 서구 국채보상로 249)
- 대구서구청, 대구서구보건소 (대구광역시 서구 국채보상로 257)
- 서도지구대 (대구광역시 서구 국채보상로 260)
- 대구평리3동우체국 (대구광역시 서구 국채보상로 279)
- KT 서대구지점 (대구광역시 서구 국채보상로 289)
- 대구청라중학교, 대구제일고등학교 (대구광역시 서구 국채보상로 384)
- 대구대성초등학교 (대구광역시 서구 국채보상로 426)
- 곽병원 (대구광역시 중구 국채보상로 531)
- 만경관 (대구광역시 중구 국채보상로 547)
- 롯데영플라자 대구점 (대구광역시 중구 국채보상로 585)
- 교보생명 동성로사옥 (대구광역시 중구 국채보상로 586)
- 캉카스백화점 대구점 (대구광역시 중구 국채보상로 600-1)
- 노보텔앰배서더 대구점 (대구광역시 중구 국채보상로 611)
- 국채보상운동기념공원 (대구광역시 중구 국채보상로 670)
- 경북대학교 의과대학 (대구광역시 중구 국채보상로 680)
- 대구동인초등학교 (대구광역시 중구 국채보상로 728)
- 청구중학교, 청구고등학교 (대구광역시 동구 국채보상로 827)
- 동대구세무서 (대구광역시 동구 국채보상로 895)
- 대구동원초등학교 (대구광역시 수성구 국채보상로 1000)
- 만촌1동주민센터 (대구광역시 수성구 국채보상로 1001)
- 대구만촌1동우체국 (대구광역시 수성구 국채보상로 1075)

## 같이 보기
- 국채보상운동기념공원
- 국채보상운동